# Lumbricidae
Los lumbrícidos (Lumbricidae), son una familia de lombrices de tierra, son anélidos oligoquetos del orden Crassiclitellata. Cabe destacar que el nombre de lombriz se aplica a otros invertebrados vermiformes sin relación alguna con los anélidos, como las lombrices intestinales (tenias, pertenecientes a los platelmintos) y Ascaris lumbricoides (del filo de los nematodos).
De origen acuático, mantienen aún características propias del medio: respiración cutánea, dependencia de la humedad, sistemas de resistencia a desecamiento (cápsulas, puestas masivas, quiescencia).
Las lombrices más conocidas excavan galerías en el suelo y salen de noche a explorar sus alrededores. Son animales muy beneficiosos: mientras excavan para hacer sus túneles, ingieren partículas de suelo y digieren cualquier resto orgánico. En épocas húmedas arrastran hojas al interior de la tierra para alimentarse. Con ello remueven, airean y enriquecen el suelo, contribuyendo a que se mantenga fértil al hacer ascender fósforo y potasio del subsuelo y al expulsar sus propios desechos nitrogenados. La época más propicia para las lombrices es cuando el clima es húmedo y cálido, momento en el que salen a la superficie para procrear. Las lombrices son hermafroditas ya que poseen órganos reproductores masculinos y femeninos, pero necesitan aparearse (ver Oligochaeta).
Son muy voraces, llegando a comer hasta el 90% de su propio peso por día. De esta ingesta, excreta entre el 50 y 60%, convertido en un nutriente natural de altísima calidad, conocido como lombricompuesto o humus de lombriz.
Las lombrices de tierra no tienen dientes; su efectividad reside en su aparato digestivo para lo cual tiene un aparato bucal succionador, faringe, buche, molleja y el resto es intestino.
Su apareamiento se produce generalmente cuando asoman a comer a la superficie. La puesta de huevos se realiza a razón de un cocón por animal cada 45 a 60 días. Viven de 4 a 5 años. No posee pulmones: respira por la piel (respiración cutánea).
No pueden reproducirse asexualmente pero sí poseen capacidad de regeneración. Seccionadas en dos partes, el trozo de lombriz que contiene la cabeza regenera el extremo caudal.

## Usos
Las lombrices de tierra tienen un importante interés práctico por muchos aspectos. Por ejemplo:
- Uso como cebo vivo para pesca deportiva y recreativa.
- Utilización como alimento animal (y humano) en vivo o en forma de harinas.
- Tratamiento y valorización de residuos. Transformando residuos que se desecharían e irían a vertedero en abonos para la fertilización de suelos.
- Producción comercial de humus de lombriz.

## Estructura

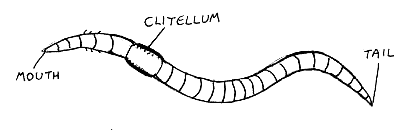
Diagrama sencillo que muestra la ubicación de la boca, cola y clitelo en una lombriz de tierra.

No cuenta con una cabeza  bien definida pero sí con una boca en uno de sus extremos y un ano en el otro. No obstante puede moverse en ambos sentidos sin mayor problema.
El sistema muscular de la lombriz de tierra consiste en una serie de fibras externas circulares o transversas de músculo, que rodean el cuerpo, y una serie interna de fibras musculares longitudinales que sirven para mover las cerdas.
El aparato circulatorio está formado por un vaso sanguíneo dorsal prominente y por lo menos cuatro vasos sanguíneos ventrales, que recorren de forma longitudinal el cuerpo y están conectados entre sí a intervalos regulares por medio de una serie de vasos transversales. El vaso dorsal está equipado con válvulas y es el verdadero corazón. No obstante, el bombeo de la sangre se produce sobre todo por movimientos musculares generales.
El sistema nervioso central consiste en un par de ganglios suprafaríngeos, generalmente llamados cerebro, y un cordón ventral que pasa debajo del canal alimentario con ganglios en cada segmento. Las lombrices de tierra carecen de órganos sensoriales aparte de los del tacto. Pero sí podemos observar ya, en este organismo primitivo, los tres elementos esenciales del sistema nervioso: receptores, conductores y efectores; y es en el desarrollo de la cadena nerviosa en la lombriz de tierra donde los conductores quedan organizados en vías ascendentes y descendentes. En este caso, el sistema nervioso cuenta con tres tipos de células nerviosas especializadas.
El aparato digestivo está formado por una faringe musculosa, un delgado esófago, un buche o receptáculo de comida de paredes delgadas, una molleja muscular empleada para moler la tierra ingerida, y un intestino largo y recto.

## Papel en los ecosistemas
Tienen un importante papel en los ecosistemas terrestres húmedos, donde son consideradas especies clave:
- Constituyen la principal zoomasa (biomasa animal) del suelo.
- Contribuyen a la formación del suelo.
- Participan activamente en los ciclos del carbono (C) y del nitrógeno (N).
- Promueven la actividad microbiana.
- Son importantes en las redes tróficas, siendo la base de alimentación para algunas aves y mamíferos (topos, erizos, etc.).

## Galería

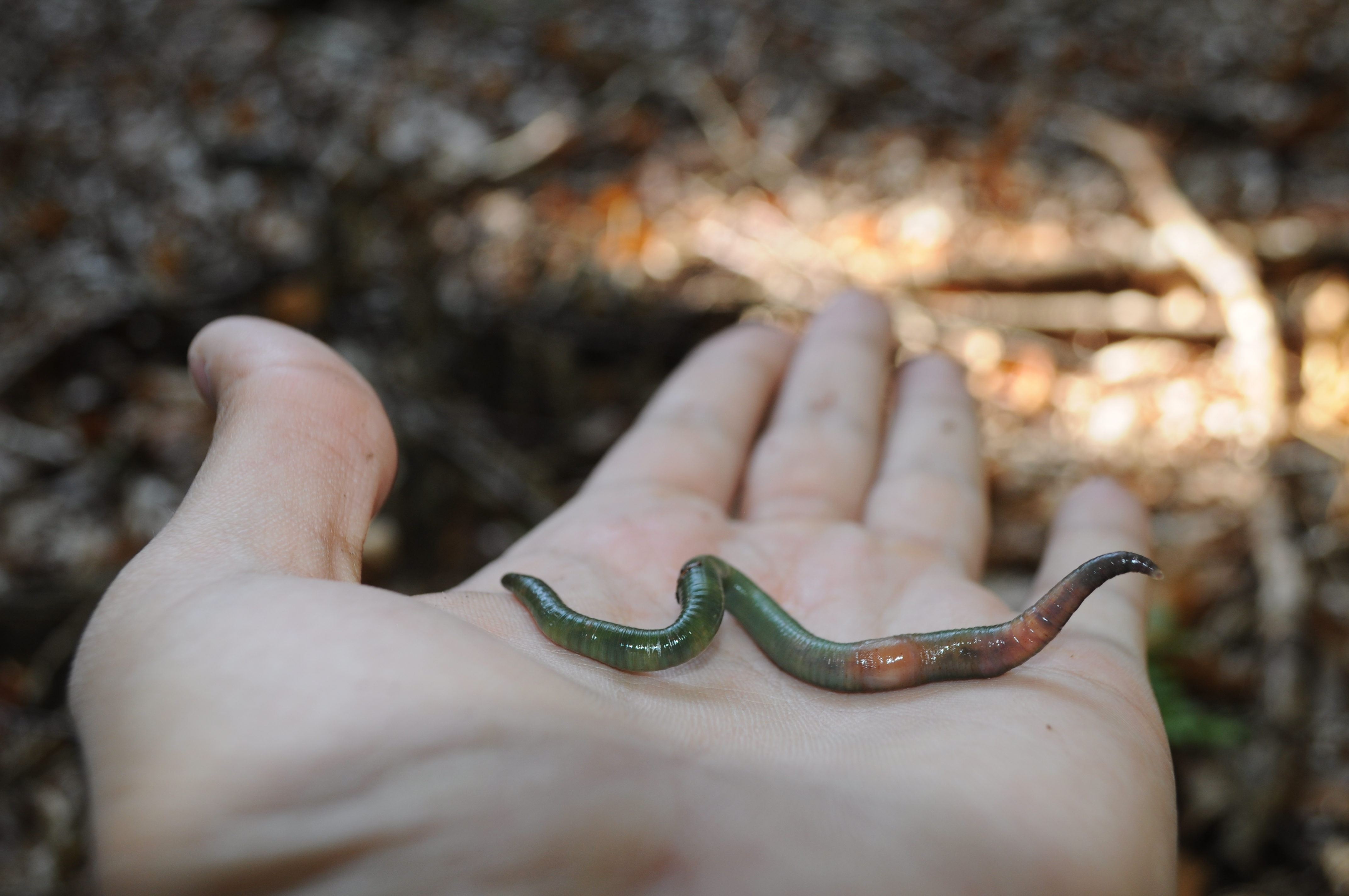
Allolobophora verde
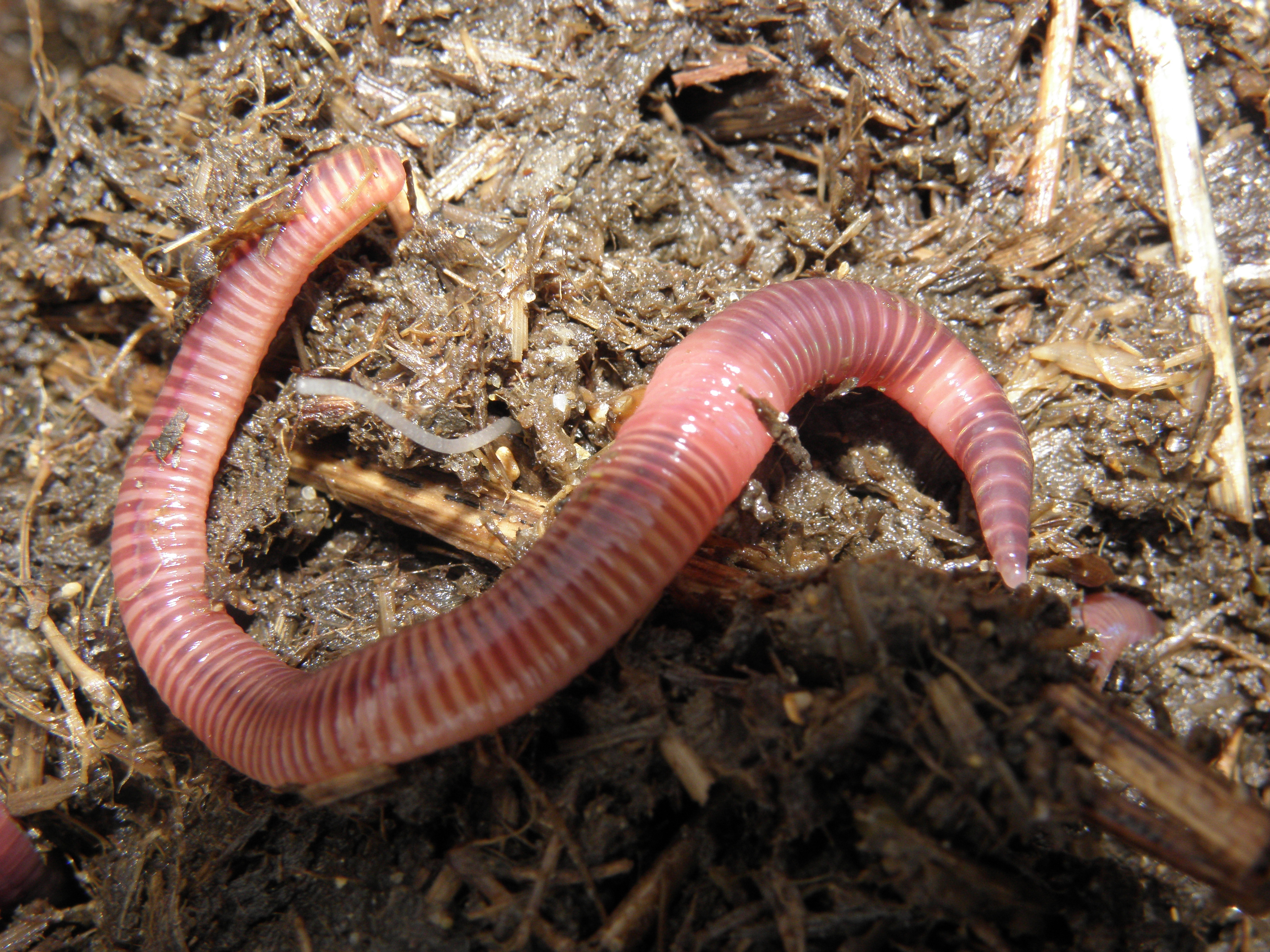
Eisenia foetida
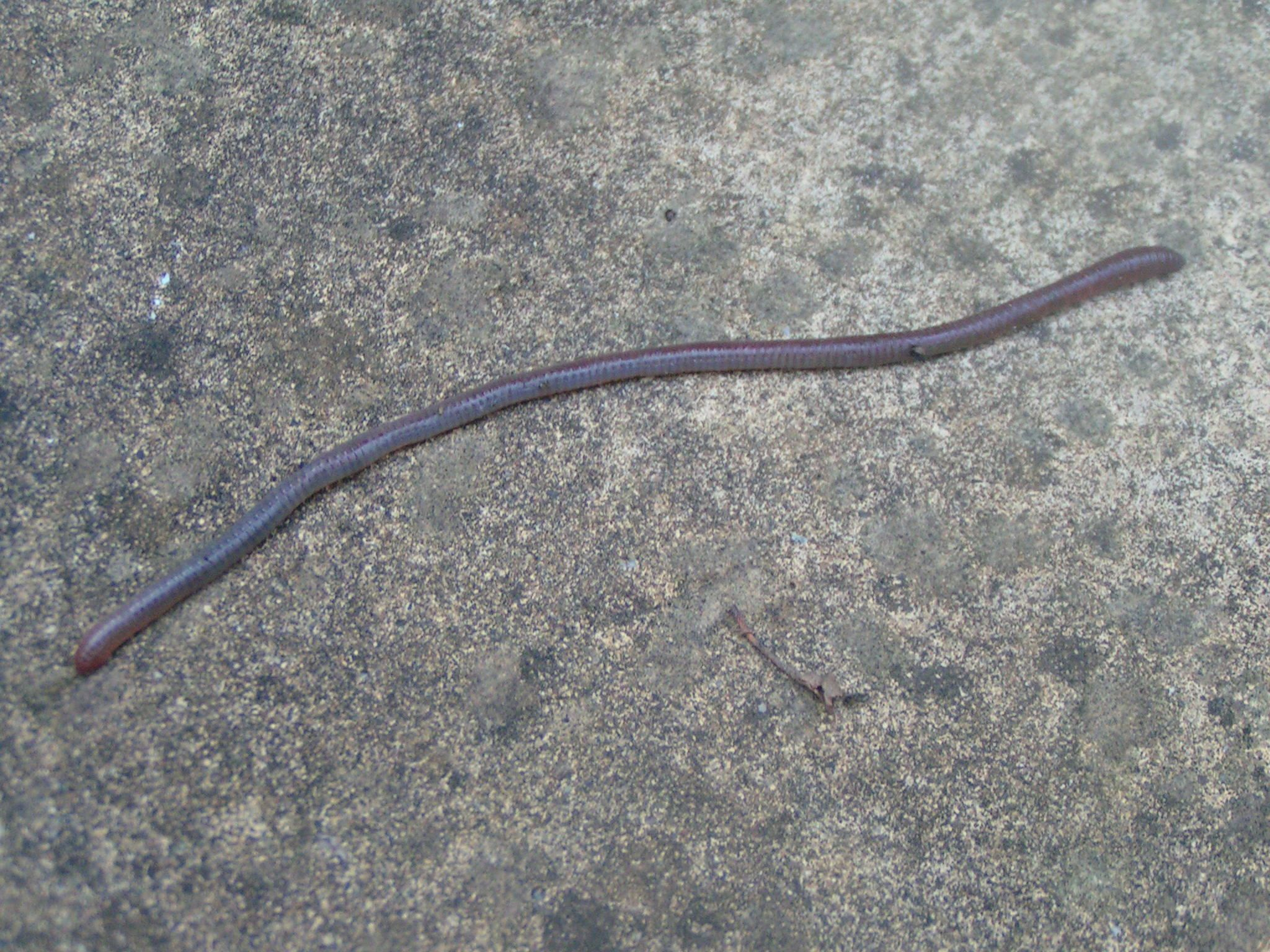
Helodnrilus
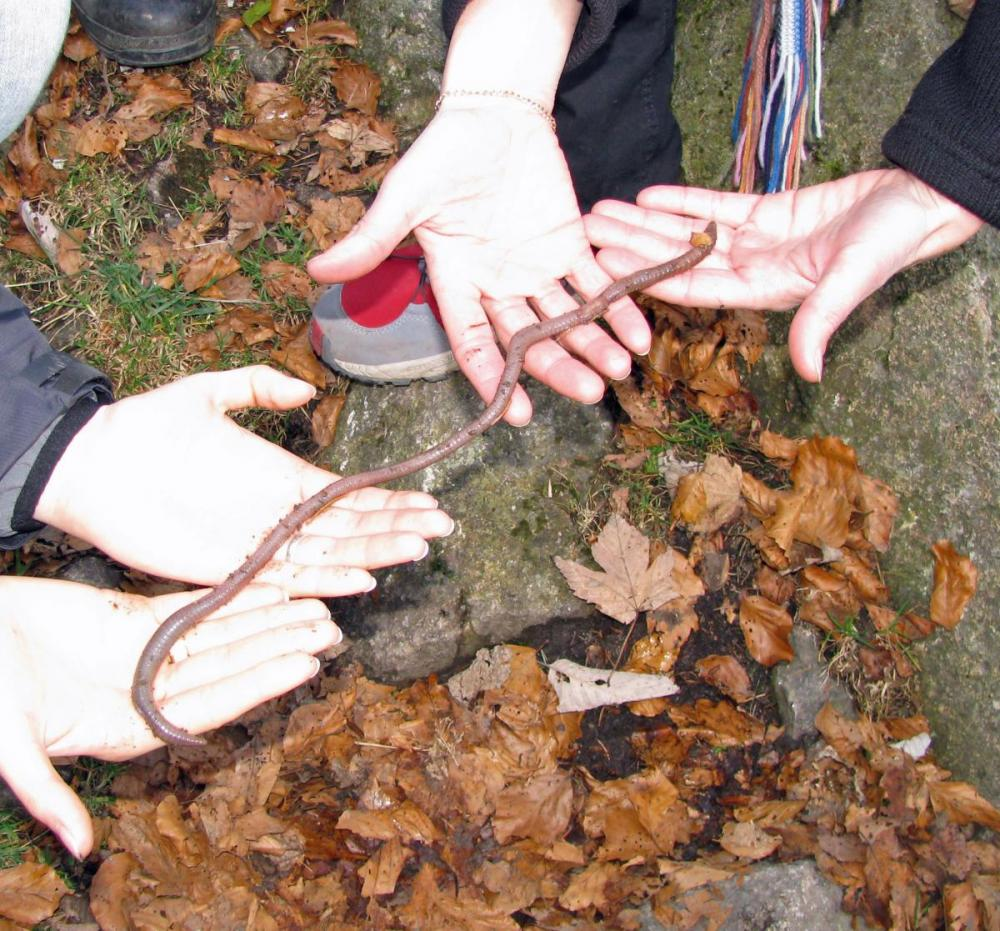
Lumbricus badensis
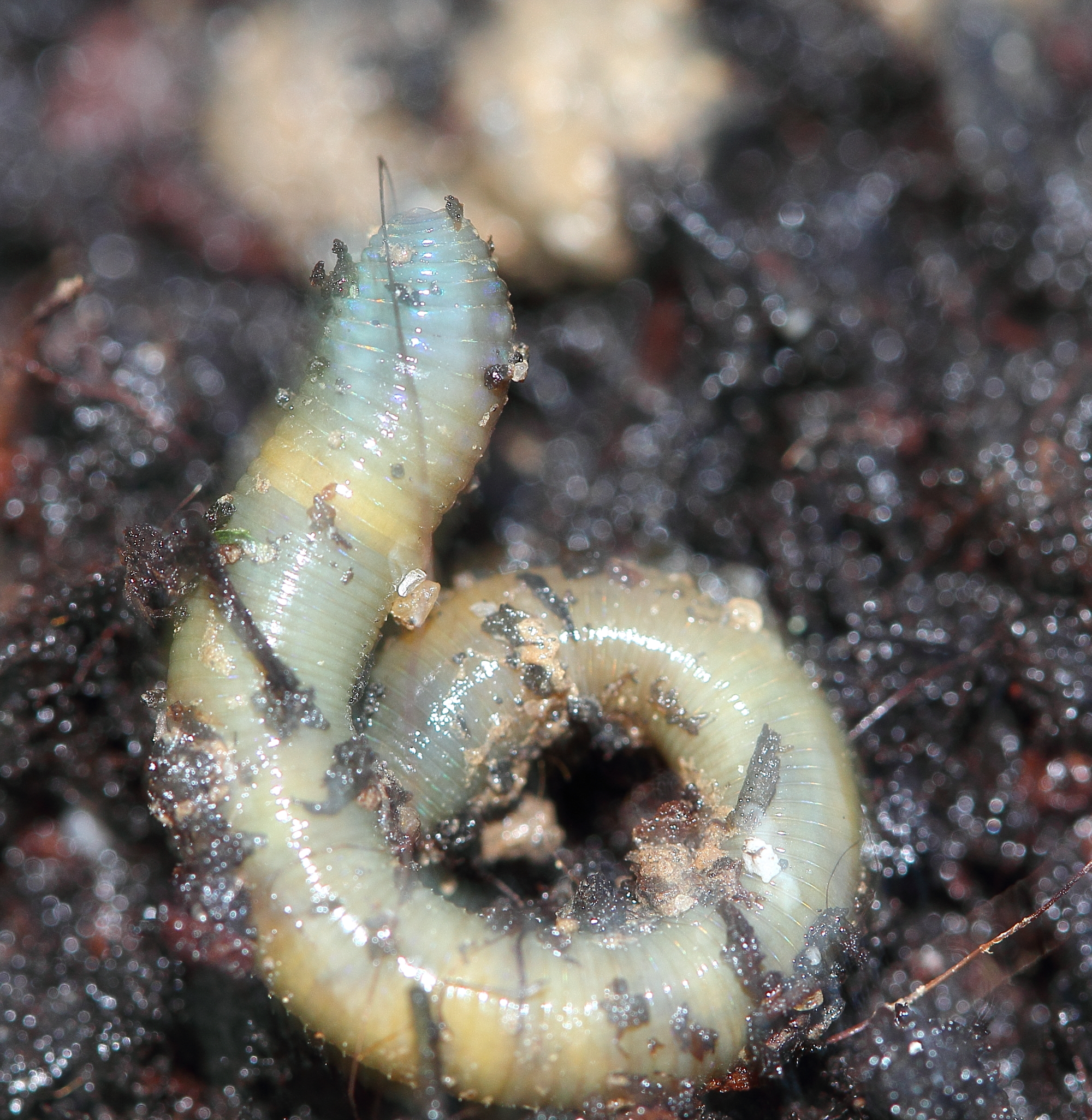
Octolasium